# نصب الجندي المجهول (الكرامة)
نُصُب الجندي المجهول أو صرح معركة الكرامة هو صرح تذكاري عسكري يقع في الشونة الجنوبية في محافظة البلقاء بالأردن. شُيَّد عام 1976 لتخليد ذكرى معركة الكرامة التي حدثت في الكرامة عام 1968 بين كل من الأردن ومنظمة التحرير الفلسطينية من جهة، وإسرائيل من جهة أخرى.
أُضيف للنصب متحفًا صغيرًا عام 2018 ليصوّر مجريات المعركة.

## التصميم
يشتمل النُصُب على الصرح التذكاري من تمثال برونزي يمثّل الجندي الأردني في حالة الاستعداد الكامل ونظره متجه نحو فلسطين، ويحيط به من الجوانب بشكل قوسي لوحات رخاميّة منقوش عليها أسماء الجنود الأردنيين الذين قضوا في معركة الكرامة.

## وصلات خارجية
- في ذكرى الكرامة.. صناعها يروون قصة نصرها، الجزيرة